# Infamous
Infamous (zapis stylizowany: inFAMOUS) – gra akcji z otwartym światem, stworzona przez Sucker Punch Productions i wydana przez Sony Computer Entertainment na konsolę PlayStation 3. Premiera gry odbyła się w maju 2009 roku.
Głównym bohaterem gry jest Cole MacGrath, goniec rowerowy, który znajdował się w epicentrum eksplozji, która doprowadziła do pogrążenia się w chaosie miasta Empire City. Sam Cole odkrywa, że po wybuchu zyskał moc kontrolowania elektryczności.
Ważnym elementem gry są wybory moralne, które mają wpływ na fabułę gry oraz system Karmy, od którego zależy jakie moce zdobędzie protagonista.

## Fabuła
Akcja rozpoczyna się w momencie, gdy potężna eksplozja wstrząsa centrum Empire City. W centrum tej eksplozji jest Cole MacGrath – kurier rowerowy, który otrzymał zlecenie, by dostarczyć paczkę i na miejscu ją otworzyć. Po tym wydarzeniu miasto pogrąża się w chaosie, a Cole dochodzi do siebie pod opieką swojej narzeczonej Trish i przyjaciela Zeke’a. Po powrocie do zdrowia i okiełznaniu swoich mocy, Cole nie może odpocząć, gdyż ludzie dowiadują się, że to on przyczynił się do ich nieszczęścia. Trish, która straciła w czasie wybuchu siostrę odchodzi od Cole’a, a on sam i Zeke postanawiają uciec z miasta. W czasie ucieczki Cole zostaje złapany przez Moyę, agentkę FBI, która zleca mu zadanie odnalezienia jej męża Johna, który miał przeniknąć do organizacji zwanej „Synami Pierworodnymi”. 
W czasie swojej misji Cole spotyka wiele postaci obdarzonych niezwykłymi umiejętnościami, takich jak Sasha, Alden czy Kessler. Walczy ze stworzonymi przez nich organizacjami, by odnaleźć Johna oraz Kulę Promieni, która wywołała całe zamieszanie. W trakcie rozwoju fabuły okazuje się, że Kessler stoi na czele „Synów Pierworodnych”, z których wyrzucił przed laty Aldena.
W trakcie walki z Aldenem przyjaźń Zeke’a i Cole’a wystawiona jest na ciężka próbę w momencie, gdy ten pierwszy goniący za mocą podobną do tej MacGratha aktywuje Kulę Promieni nie zważając na to co może się stać. Na szczęście Kula Promieni nie wybucha i zabiera ją Kessler.
Cole ponownie zbliża się do Trish w momencie, gdy ta zostaje porwana przez Kesslera wraz z grupą lekarzy i naukowców. Cole musi wybierać pomiędzy ratowaniem swojej ukochanej a ludźmi, którzy mogą pomóc ocalić miasto przed całkowitą anarchią. Niezależnie od wyboru, Trish ginie, a rozwścieczony Cole podąża za Kesslerem. W tym czasie odnajduje też Johna, który – jak się okazuje – wcale nie jest agentem FBI ani mężem Moyi, tylko agentem NSA, który zakamuflowany miał dostarczać informacji na temat prac nad Kulą Promieni. Pomaga on Cole’owi znaleźć Kesslera.
Do ostatecznego starcia między Kesslerem a MacGrathem dochodzi dokładnie w miejscu, gdzie wybuchła Kula Promieni. W czasie walki Cole musi stawić czoła przeciwnikowi dysponującemu podobną do niego mocą. Gdy Kessler jest już umierający, przekazuje on Cole’owi swoje wspomnienia. Okazuje się, że Kessler w rzeczywistości jest Cole’em, który przybył z przyszłości, w której istota znana jako Bestia dysponująca niewyobrażalną mocą pogrążyła świat w chaosie. Alternatywny Cole wykorzystując resztki swojej mocy cofnął się o kilkadziesiąt lat, by przyspieszyć pracę nad Kulą Promieni i przygotować Cole’a do walki z Bestią. Wątek pozostaje otwarty, został rozwinięty w kolejnej części gry.

## Bohaterowie
- Cole MacGrath - główny bohater gry, goniec rowerowy. W czasie aktywacji Kuli Promieni zyskuje on moc kontrolowania elektryczności. Zmuszony przez agentkę FBI do wykonywania jej poleceń.
- Zeke Jedediah Dunbar - najlepszy przyjaciel głównego bohatera. Miał trudne dzieciństwo, obecnie stara się znaleźć sobie dziewczynę nie na jedną noc. Zazdrości Cole'owi jego mocy i pragnie zdobyć podobną, dlatego próbuje aktywować Kulę Promieni, co doprowadza do rozłamu między nim i Colem. Jest zwolennikiem teorii spiskowych, które jak się okazuje, były uzasadnione.
- Trish Dailey - dziewczyna Cole'a (na początku gry), jest pielęgniarką. Straciła siostrę w czasie eksplozji, przez co rozstaje się z głównym bohaterem (obwinia go o ten wybuch). Ginie z rąk Kesslera.
- Moya Jones - agentka FBI, zleca zadania Cole'owi. Musi utrzymać porządek w mieście, inaczej zostanie odsunięta od sprawy, a miasto – zniszczone. Podaje się za żonę Johna. Stara się odszukać Johna, dlatego współpracuje z Colem.
- John White - agent NSA, wysłany by przyglądać się działaniom tzw. Synów Pierworodnych.
- Sasha - przywódczyni gangu Żniwiarzy, posiada moce telepatyczne. Próbuje uwodzić Cole'a.
- Alden - telekinetyk, jako dziecko prognozowano mu wielką przyszłość i władzę w "Synach Pierworodnych" z uwagi na jego moc. Zostaje wypchnięty z organizacji przez Kesslera.
- Kessler - główny antagonista w grze. To on wysłał paczkę z Kulą Promieni, którą otworzył Cole. Przywódca "Synów Pierworodnych". Pod koniec gry okazuje się, że tak naprawdę jest Cole'em z innej linii czasowej.

## Polska wersja
- Krzysztof Banaszyk – Cole MacGrath
- January Brunov – Zeke Jedediah Dunbar
- Piotr Bąk – Dwight
- Mirosław Zbrojewicz – Kessler
- Katarzyna Ankudowicz – Moya Jones
- Paweł Ciołkosz – Dallas
- Elżbieta Jędrzejewska – Sasha
- Cezary Morawski – Alden
- Anna Sztejner – USTV
- Robert Tondera – John Jones
- Brygida Turowska – Trish Dailey
- Dariusz Błażejewski – Lou
- Robert Jarociński – Brandon
- Paweł Szczesny – Roger

oraz
- Jarosław Boberek

i inni